# Thomas Jedeur
Thomas Jedeur, född 12 juli 1739 i Arboga, död 5 november 1815 i Västerås, var en svensk präst och riksdagsman.

## Biografi
Thomas Jedeur föddes 1739 i Arboga. Han var son till rektorn Thomas Jedeur vid Arboga trivialskola och Magdalena Wallwik. Jedeur blev 1760 student vid Uppsala universitet och avlade 1764 magistergraden. Han blev 1764 vikarierande apologist i Västerås trivialskola och prästvigdes 8 juli 1765. Jedeur var opponent vid prästmötet 1768 och orerade vid gymnasiet 1769. Jedeur blev 9 november 1809 domprost i Västerås domkyrkoförsamling, tillträdde 1811 och utnämndes 25 november 1811 till ledamot av Nordstjärneorden. Han blev 1815 jubelmagister i Uppsala. Jedeur avled 1815 och begravdes av biskopen Murray.

### Familj
Jedeur gifte sig 12 november 1778 med Margareta Justina Hellenius (1761–1833), dotter till rektorn P. Hellenius vid Köpings trivialskola. De fick tillsammans barnen lektorn Elof Jedeur vid Västerås gymnasium, domkyrkosysslomannen Carl Jedeur och läkaren Johan Niclas Jedeur i Göteborg.